# Clef fée
 (septembre 2023).
Si vous disposez d'ouvrages ou d'articles de référence ou si vous connaissez des sites web de qualité traitant du thème abordé ici, merci de compléter l'article en donnant les références utiles à sa vérifiabilité et en les liant à la section « Notes et références ».

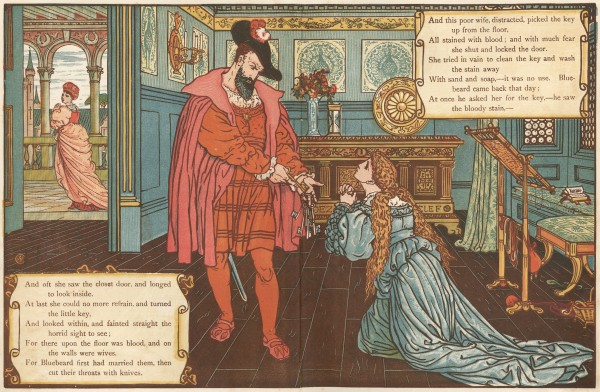
« Pourquoi y a-t-il du sang sur cette clef ? ».
Illustration de Walter Crane.

La clef fée est un objet magique du conte La Barbe bleue de Charles Perrault, paru pour la première fois avec Les Contes de ma mère l'Oye en 1697.

## Définition
Le dictionnaire de Furetière (1694) définit ainsi l’adjectif « fée » : « chose enchantée par quelque puissance supérieure, des armes fées, qui ne peuvent être percées ». La clef est ainsi enchantée, ensorcelée.
L'auteur emploie l'adjectif « fée » dans le même sens à une autre reprise, dans le conte Le Petit Poucet, pour qualifier les bottes de sept lieues :
« Les bottes étaient fort grandes et fort larges ; mais, comme elles étaient fées, elles avaient le don de s'agrandir et de se rapetisser selon la jambe de celui qui les chaussait ».

## Présentation
Pièce à conviction et véritable œil de la Barbe bleue en son absence, la clef fée joue le rôle de seul objet néfaste du recueil. Elle fait partie du trousseau de clefs que la Barbe bleue remet à sa jeune épouse avant de s’absenter, lui permettant d’accéder à chacune des pièces du château et à ses trésors. Il la met cependant en garde : l’une des clefs permet d’ouvrir un cabinet où il lui est formellement interdit d’entrer.
Son mari parti, et rongée par la curiosité, la jeune femme désobéit et découvre les corps sans vie des épouses disparues de la Barbe bleue, pendus à des crochets. Sous le coup de l’émotion, elle laisse tomber la clef fée qui se tache de sang, détail qui la trahira :
« Ayant remarqué que la clef du cabinet était tachée de sang, elle l’essuya deux ou trois fois, mais le sang ne s’en allait point. Elle eut beau la laver, et même la frotter avec du sablon et avec du grais, il y demeura toujours du sang, car la clef était Fée, et il n’y avait pas moyen de la nettoyer tout à fait : quand on ôtait le sang d’un côté, il revenait de l’autre. »
La Barbe bleue est le seul conte où la clef fée entre en jeu, cet objet magique disparaît pour ne jamais réapparaître par la suite.

## Analyse
- Si vous ne connaissez pas le sujet, laissez ce bandeau (vous pouvez alors contacter les auteurs).
- Si vous supprimez le contenu mis en cause (vous pouvez préalablement contacter les auteurs),

argumentez précisément cette suppression dans la page de discussion
(un manque de référence n'est pas un argument ; une recherche réelle de référence doit avoir été effectuée, être formellement documentée).
L'attitude de la Barbe bleue reste ambiguë : il aurait pu remettre le trousseau à sa femme, lui permettant de découvrir ce qu'il a de meilleur à offrir, en prenant soin de garder avec lui la clef du cabinet défendu. Il aurait également pu conserver toutes les clefs avec lui, marquant par là sa totale autorité. On peut imaginer qu'il cherche à tester la confiance de son épouse et que son geste est calculé. En lui confiant les clefs, il lui confère symboliquement un pouvoir, celui d'ouvrir les portes, d'aller et venir où bon lui semble, au risque de percer son terrible secret. Que fera-t-elle de ce pouvoir et de cette marque de confiance ? Saura-t-elle s'en tenir aux limites par lui fixées et garder sa place ? Ou bien préférera-t-elle transgresser la règle, faisant d'elle son égale et même plus, capable de le mettre en danger grâce au secret révélé ? C'est sans doute ce que la Barbe bleue veut éprouver passés les premiers temps de leur mariage, sachant que la clef magique lui donnera la réponse. Que se serait-il passé si elle avait sagement obéi à son mari ? Elle aurait pu continuer à vivre à ses côtés, sans totalement le connaître mais sans être inquiétée, profitant du confort et des richesses en contrepartie de sa soumission.
L'histoire de la boîte de Pandore est très proche de cette situation où la femme détient un objet néfaste, qu'elle ne pourra pas s'empêcher d'utiliser.
Charles Perrault, qui dirige sa morale vers la haute bourgeoisie de son époque, prône ici, comme dans d'autres de ses contes, passivité et obéissance des jeunes femmes qui risquent sinon de s'exposer à d'amères sanctions. Car à cette époque, la femme doit obéissance à son mari, d’un point de vue légal. Heureusement pour la jeune héroïne, elle échappe à son sort grâce à sa famille, toujours attentive même après le mariage : ses frères viennent en effet à bout de la Barbe bleue pour la sauver. Mais là encore, elle reste soumise à l’autorité masculine au sein de sa propre famille.